# Roberto Luís de Mesquita Pimentel
Roberto Luís de Mesquita Pimentel (Angra, 26 de Janeiro de 1785 – Angra do Heroísmo, 29 de Julho de 1870) foi um militar e político açoriano, formado bacharel em Matemática pela Universidade de Coimbra. Foi deputado às Cortes Gerais e Extraordinárias da Nação Portuguesa pelo círculo dos Açores, mas depois militou no partido miguelista, tendo-se batido na Guerra Civil Portuguesa (1828–1834) integrado nas forças absolutistas. Foi lente da Academia Militar de Angra e na fase final da sua vida dedicou-se à educação e fundou o Colégio de Nossa Senhora da Guia da Ilha Terceira, na sua quinta da Terra Chã.

## Biografia
Roberto Luís de Mesquita Pimentel nasceu no Castelo de São João Baptista do Monte Brasil, filho de Francisco Manuel de Mesquita Pimentel Furtado de Mendonça, das Lajes das Flores, sargento-mor comandante das Flores e Corvo, e de sua mulher Mariana Isabel da Silva Quintanilha, de Angra. Teve como padrinho de baptismo Dinis Gregório de Melo e Castro, então capitão general dos Açores.
Destinado a seguir a carreira militar, formou-se em 1805 bacharel em Matemática pela Universidade de Coimbra. Foi promovido a alferes a 7 de Abril de 1813, a 2.º tenente a 6 de Fevereiro de 1818 e a 1.º tenente a 4 de Outubro de 1819.
Quando na sequência da Revolução Liberal do Porto se convocaram eleições para as Cortes Gerais e Extraordinárias da Nação Portuguesa, foi em conjunto com Manuel Inácio Martins Pamplona Corte Real, outro militar e veterano das Guerras Napoleónicas, eleito deputado pelo círculo dos Açores. Nas Cortes defendeu, contra as representações da Câmaras Municipais da ilha de São Miguel e da ilha do Faial, e depois contra as posições dos deputados eleitos pelas ilhas dos Grupos Oriental e Ocidental, a manutenção da unidade açoriana, com a constituição de uma entidade política e administrativa que abrangesse todo o arquipélago. A luta foi perdida, abrindo-se então o processo que levaria à criação dos distritos de Angra do Heroísmo, Horta e Ponta Delgada, os quais perdurariam até 1975. Como manifestação dessa posição, apenas ele e Manuel Inácio Martins Pamplona Corte Real se declaram como eleitos pelo círculo dos Açores, enquanto os restantes deputados açorianos se declaram eleitos pelas respectivas ilhas.
Voltou à ribalta da política açoriana quando em agosto de 1823 se deu em Angra um contra-golpe antiliberal, que levou à destituição da Junta Provisória do Supremo Governo das Ilhas dos Açores, de tendência liberal, então em funções. Por nomeação popular, fez então parte da Junta de Governo Interino de Angra, com João Pereira Forjaz de Lacerda e Luís de Meireles do Canto e Castro. Aquela Junta foi escolhida a 5 de Agosto, na sequência de um movimento contra-revolucionário que nesse dia derrubou os constitucionalistas, e manteve-se em funções até à chegada do general Francisco de Borja Garção Stockler, novamente enviado como capitão-general.
Desencadeada a Guerra Civil Portuguesa (1828–1834), alinhou pelo lado legitimista, batendo-se integrado nas forças miguelistas. Foi por isso condecorado por D. Miguel I de Portugal com a Medalha de Fidelidade. Terminada a Guerra, foi demitido do Exército Português e os seus bens foram sequestrados. Com as subsequentes amnistias, foi reintegrado, sendo promovido a capitão a 1 de Julho de 1852, posto no qual foi então reformado.
Foi lente da Academia Militar de Angra e posteriormente dedicou-se à educação, fundando na sua quinta da Terra Chã o Colégio de Nossa Senhora da Guia da Ilha Terceira. O Colégio, que funcionou ao longo de toda a década de 1840, teve grande sucesso, recebendo louvores do governador civil e da imprensa local.
Também se dedicou a diversas causas cívicas, integrando a comissão instaladora do Asilo da Infância Desvalida de Angra do Heroísmo e a direcção do Teatro Angrense. Tentou introduzir na ilha Terceira a cultura do bicho-da-seda, na qual investiu, sem sucesso, elevadas quantias.
Foi autor da obra A imparcialidade julgando os jesuítas, publicada em 1830.